# Yes Man
Yes Man (titulada Di que sí en España y ¡Sí, señor! en Hispanoamérica) es una película de comedia de 2008, dirigida por Peyton Reed. Está protagonizada por Jim Carrey, Zooey Deschanel y Terence Stamp. La cinta está basada en el libro homónimo escrito por el comediante británico Danny Wallace en 2005.
Ganadora del premio MTV Movie Awards 2009 al mejor actor de comedia (Jim Carrey) y del BMI Film Music Award 2009 a la mejor música para película (Lyle Workman).

## Sinopsis
Carl Allen (Jim Carrey) es un empleado de banca que lleva una vida aburrida y que está acostumbrado a decir que no a todo plan que le proponen sus amigos. Un día se encuentra con un hombre cuya vida ha cambiado tras asistir a un curioso seminario motivacional en el que le incitan a decir que sí siempre. Decidido a ser feliz de nuevo, Carl decide asistir y aceptar el reto.

## Reparto
| Personaje        | Actor original       | Actor de doblaje - México[cita requerida] | Actor de doblaje - España[cita requerida] |
| ---------------- | -------------------- | ----------------------------------------- | ----------------------------------------- |
| Carl Allen       | Jim Carrey           | Eugenio Derbez                            | Luis Posada                               |
| Terrence Bundley | Terence Stamp        | Blas García                               | Víctor Valverde                           |
| Allison          | Zooey Deschanel      | Rebeca Gómez                              | Belén Roca                                |
| Peter            | Bradley Cooper       | Irwin Daayán                              | Sergio Zamora                             |
| Rooney           | Danny Masterson      | Roberto Molina                            | Lucas Cisneros                            |
| Nick Lane        | John Michael Higgins | René García                               | Xavier Fernández                          |
| Norman           | Rhys Darby           | José Luis Orozco                          | Luis Fenton                               |
| Tillie           | Fionnula Flanagan    | Ángela Villanueva                         | Rosario Cavallé                           |
| Stephanie        | Molly Sims           | Xóchitl Ugarte                            | Joël Mulachs                              |
| Vagabundo        | Brent Briscoe        | Carlos del Campo                          | Enric Isasi-Isasmendi                     |
| Faranoosh        | Anna Khaja           | Diana Pérez                               | Martha Novotna                            |
| Lee              | Aaron Takahashi      | Edson Matus                               | Xavier de Llorens                         |
| Marv Winchell    | Patrick Labyorteaux  | Víctor Delgado                            | Paco Gázquez                              |
| Soo-Mi           | Vivian Bang          | Mayra Arellano                            | Jiyoung Youn                              |
| Hombre suicida   | Luis Guzmán          | Eduardo Fonseca                           | Domenech Farell                           |

## Producción
La producción comenzó en Los Ángeles (California), en octubre de 2007. Durante el rodaje de una escena donde el personaje de Carrey realiza un salto con cuerdas elásticas desde un puente, el actor la interrumpió y pidió hacer él mismo el truco. Carrey le declaró al doble que tenía la intención de hacerlo en una sola toma. Carrey también domina el idioma coreano de base para una escena. Un maestro de lenguas fue contratado para ayudar a Carrey a aprender el idioma con precisión.

## Recepción
Yes Man recibió en general críticas dispares. La película obtuvo un 43% de comentarios "frescos" en el sitio web Rotten Tomatoes, basado en un total de 141 comentarios. La mayoría de los críticos pensaban que su argumento era demasiado similar a Liar Liar, que también protagonizó Jim Carrey. Por su parte, el sitio web Metacritic calculó un puntaje de 46/100 basado en 30 comentarios.
René Rodríguez del periódico The Miami Herald escribió: "Yes Man funciona bien como una comedia de Carrey pero es mejor como una historia de amor que a veces te hace reír", mientras que Kyle Smith de The New York Post sostuvo en su reseña que "la primera vez que vi Yes Man, pensé que el concepto se iba volviendo rancio hacia el final. Pero resultó que eso fue sólo el avance". Roger Ebert del Chicago Sun Times dio a la película 2 estrellas de 4.

## Taquilla
A pesar de la respuesta de la crítica, la película lideró la taquilla estadounidense en su primer fin de semana con 18,3 millones de dólares, alcanzando además la cima de la taquilla británica en su primer fin de semana después de su estreno.
La película ha recaudado más de $ 220 millones en todo el mundo, superando a otras comedias de Carrey como Fun with Dick and Jane, aunque todavía lejos de su película de 2003 Bruce Almighty. 